# Clemens Messow
Clemens Messow (* 10. Oktober 1960 in Hannover) ist ein deutscher Kameramann.

## Leben
Messow absolvierte das Abitur. Seit 1986 arbeitet er als Kameramann. Der Schwerpunkt seiner Arbeit liegt auf Fernsehfilmen. So wirkte er seit 2003 an mehr als fünfzehn Folgen der Fernsehreihe Tatort mit.
Messow ist Mitglied im Berufsverband Kinematografie (BVK).

## Filmografie (Auswahl)
- 1993: Ein Sommertagstraum
- 1994–1995: Die Partner (Fernsehreihe, 8 Folgen)
- 1996: Kreis der Angst
- 1996: Wilde Zeiten
- 1997: Einsatz Hamburg Süd (Fernsehserie, 2 Folgen)
- 1998: Ein Fleisch und Blut
- 1998: Im Atem der Berge
- 1998: Der Weibsteufel
- 1999: Das Delphinwunder
- 1999: Balko (Fernsehserie, 2 Folgen)
- 2000: SK Kölsch (Fernsehserie, 2 Folgen)
- 2000: Der Kuß meiner Schwester
- 2000: Heimliche Küsse – Verliebt in ein Sex-Symbol
- 2001: Die Salsaprinzessin
- 2001: Familie und andere Glücksfälle
- 2001: Unser Pappa
- 2002: Die Frauenversteher – Männer unter sich
- 2002: Verhexte Hochzeit
- 2003, 2004: Die Verbrechen des Professor Capellari (Fernsehreihe, 2 Episoden)
- seit 2003: Tatort
  - 2003: Der Prügelknabe
  - 2004: Nicht jugendfrei
  - 2004: Eine Leiche zu viel
  - 2005: Der Frauenflüsterer
  - 2006: Stille Tage
  - 2007: Liebeshunger
  - 2010: Klassentreffen
  - 2010: Kaltes Herz
  - 2010: Familienbande
  - 2011: Altes Eisen
  - 2012: Alter Ego
  - 2012: Ihr Kinderlein kommet
  - 2012: Kinderland
  - 2012: Mein Revier
  - 2013: Ohnmacht
  - 2016: Ein Fuß kommt selten allein
  - 2017: Tanzmariechen
  - 2017: Dunkle Zeit
  - 2018: Mitgehangen
  - 2025: Zugzwang
- 2003: Doppelter Einsatz (Fernsehserie, 2 Folgen)
- 2004: Untreu
- 2005: Damals warst Du still
- 2005: Mathilde liebt
- 2005: Die Familienanwältin (5 Folgen)
- 2007: Die Erntehelferin
- 2007: Für immer Afrika
- 2008: Dell & Richthoven (Fernsehserie, 4 Folgen)
- 2008: Das Papst-Attentat
- 2008–2010: Der Dicke (Fernsehserie, 5 Folgen)
- 2008: Die Treue-Testerin – Spezialauftrag Liebe
- 2008: Schimanski: Schicht im Schacht
- 2009: Gangs (Kinofilm)
- 2010: Scheidung für Fortgeschrittene
- 2011: Schimanski: Schuld und Sühne
- 2013: Frühling
  - 2013: Frühlingsgefühle
  - 2020: Liebe hinter geschlossenen Vorhängen
  - 2020: Keine Angst vorm Leben
  - 2024: Ein Zebra im Gepäck
- 2013: Der Weg nach San José
- 2014: Die Spiegel-Affäre
- 2014: Tannbach – Schicksal eines Dorfes
- 2015: Lena Fauch: Du sollst nicht töten
- 2016: Endstation Glück
- 2016: Die Spezialisten – Im Namen der Opfer (Fernsehserie, 3 Folgen)
- 2018: Die Kanzlei (Fernsehserie, 3 Folgen)
- 2019: Spides (Fernsehserie, 8 Folgen)
- 2022: Der Ranger – Paradies Heimat: Himmelhoch
- 2022: Der Ranger – Paradies Heimat: Zusammenhalt
- 2023: Einspruch, Schatz! – Ein Fall von Liebe
- 2023: Einspruch, Schatz! – Unter Vätern
- 2024: Hameln – Die Rückkehr des Rattenfängers (6 Folgen)
- 2024: Mandat für Mai (Fernsehserie, 3 Folgen)